# Pentagonia tinajita
Pentagonia tinajita är en måreväxtart som beskrevs av Berthold Carl Seemann. Pentagonia tinajita ingår i släktet Pentagonia och familjen måreväxter. Inga underarter finns listade i Catalogue of Life.